# Lista uzbrojenia i sprzętu bojowego Wojsk Specjalnych
Poniżej znajduje się lista sprzętu bojowego i uzbrojenia używanego przez Wojska Specjalne, rodzaju sił zbrojnych Sił Zbrojnych Rzeczypospolitej Polskiej. Lista zawiera broń strzelecką, broń białą oraz sprzęt bojowy.
Wyszczególniono sprzęt i uzbrojenie następujących podmiotów:
- Dowództwo Wojsk Specjalnych
- Jednostka Wojskowa Agat
- Jednostka Wojskowa Formoza
- Jednostka Wojskowa Grom
- Jednostka Wojskowa Komandosów
- Jednostka Wojskowa Nil

## Broń indywidualna

### Pistolety
| Zdjęcie | Nazwa                   | Formacja użytkująca daną broń                                                                        | Uwagi                                                                         |
| ------- | ----------------------- | --- | ----------------------------------------------------------------------------- |
|         | Pistolet SIG-Sauer P226 | Jednostka Wojskowa Formoza Jednostka Wojskowa GROM                                                   |                                                                               |
|         | Pistolet HK USP         | Jednostka Wojskowa GROM Jednostka Wojskowa NIL Jednostka Wojskowa Komandosów Jednostka Wojskowa AGAT | Także wersja USP SD 9 mm przystosowana do tłumika dźwięku                     |
|         | Pistolet SPP-1          | Jednostka Wojskowa Formoza                                                                           |                                                                               |
|         | Pistolet Beretta 92     | Jednostka Wojskowa Formoza                                                                           | Przejęty ze zbrojowni fregat podarowanych Marynarce Wojennej przez Amerykanów |
|         | Glock 17                | Jednostka Wojskowa Komandosów Jednostka Wojskowa NIL Jednostka Wojskowa Grom                         |                                                                               |
|         | Pistolet FN Five-seveN  | Jednostka Wojskowa GROM                                                                              | Na wyposażeniu GROMu od roku 2007                                             |
|         | Pistolet HK MK23        | Jednostka Wojskowa GROM                                                                              |                                                                               |

### Pistolety maszynowe
| Zdjęcie | Nazwa                        | Formacja użytkująca daną broń | Uwagi                               |
| ------- | ---------------------------- | --- | ----------------------------------- |
|         | Pistolet maszynowy FN P90 TR | Jednostka Wojskowa GROM | Na wyposażeniu JW Grom od roku 2006 |
|         | Pistolet maszynowy Uzi       | Jednostka Wojskowa Komandosów |                                     |
|         | Pistolet maszynowy MP5       | Jednostka Wojskowa GROM (wersje MP5A3/A4/A5/F, MP5K/K-PDW i MP5SD3/SD6) Jednostka Wojskowa Formoza (wersje MP5A3 i MP5N) Jednostka Wojskowa Komandosów (różne wersje m.in. MP5SD) |                                     |
|         | Pistolet maszynowy PM-98     | Jednostka Wojskowa Komandosów |                                     |

### Strzelby
| Zdjęcie | Nazwa                  | Formacja użytkująca daną broń                         | Uwagi                                                                |
| ------- | ---------------------- | ----------------------------------------------------- | -------------------------------------------------------------------- |
|         | Strzelba Remington 870 | Jednostka Wojskowa Komandosów Jednostka Wojskowa GROM | Stosowana do odstrzeliwania zawiasów i zamków w drzwiach budowlanych |
|         | Strzelba Mossberg 590  | Jednostka Wojskowa Komandosów Jednostka Wojskowa GROM | Stosowana do odstrzeliwania zawiasów i zamków w drzwiach budowlanych |

### Karabiny i karabinki
| Zdjęcie | Nazwa                                        | Formacja użytkująca daną broń | Uwagi                                                                         |
| ------- | -------------------------------------------- | --- | ----------------------------------------------------------------------------- |
|         | Karabinek AKMS                               | Jednostka Wojskowa Formoza |                                                                               |
|         | Karabinek FN F2000 Tactical                  | Jednostka Wojskowa GROM |                                                                               |
|         | Beryl                                        | Jednostka Wojskowa Komandosów Jednostka Wojskowa GROM |                                                                               |
|         | Mini-Beryl                                   | Jednostka Wojskowa Agat |                                                                               |
|         | Karabinek HK416                              | Jednostka Wojskowa GROM (wersje: subkarabinek HK416D10RS i karabinek HK416D145RS) Jednostka Wojskowa NIL Jednostka Wojskowa Komandosów (wersje: HK416D145RS i HK416D165RS) Jednostka Wojskowa AGAT | Podstawowa broń Wojsk Specjalnych                                             |
|         | Karabinek HK G36KV3                          | Jednostka Wojskowa Formoza |                                                                               |
|         | Karabinek M4                                 | Jednostka Wojskowa GROM (wersja: M4A1) Jednostka Wojskowa NIL (wersja: M4A3) | Obecnie w JW Grom zastępowane przez karabinki HK416                           |
|         | Karabin M14                                  | Jednostka Wojskowa Formoza | Przejęte ze zbrojowni fregat podarowanych Marynarce Wojennej przez Amerykanów |
|         | Karabin wyborowy SWD                         | Jednostka Wojskowa Formoza |                                                                               |
|         | Karabin wyborowy Remington 700               | Jednostka Wojskowa GROM |                                                                               |
|         | Karabin wyborowy Steyr SSG                   | Jednostka Wojskowa GROM |                                                                               |
|         | Karabin wyborowy SR-25                       | Jednostka Wojskowa GROM |                                                                               |
|         | Karabin wyborowy SAKO TRG-21/-22             | Jednostka Wojskowa Komandosów |                                                                               |
|         | Karabin wyborowy CheyTac M200 Intervention   | Jednostka Wojskowa GROM |                                                                               |
|         | Karabin wyborowy Bor                         | Jednostka Wojskowa Komandosów |                                                                               |
|         | Karabin wyborowy AWM-F                       | Jednostka Wojskowa GROM Jednostka Wojskowa Komandosów Jednostka Wojskowa Formoza |                                                                               |
|         | Karabin HK PSG1                              | Jednostka Wojskowa GROM |                                                                               |
|         | Wielkokalibrowy karabin wyborowy M107 Barret | Jednostka Wojskowa GROM Jednostka Wojskowa Komandosów |                                                                               |
|         | Wielkokalibrowy karabin wyborowy Tor         | Jednostka Wojskowa GROM Jednostka Wojskowa Komandosów |                                                                               |
|         | Wielkokalibrowy karabin wyborowy PGM Hécate  | Jednostka Wojskowa GROM |                                                                               |
|         | Karabin APS                                  | Jednostka Wojskowa Formoza |                                                                               |

### Karabiny maszynowe
| Zdjęcie | Nazwa                            | Formacja użytkująca daną broń                                                                                                   | Uwagi |
| ------- | -------------------------------- | --- | ----- |
|         | Karabin maszynowy FN Minimi Para | Jednostka Wojskowa GROM Jednostka Wojskowa Komandosów (wersja: kal. 7,62 mm) Jednostka Wojskowa Formoza Jednostka Wojskowa AGAT |       |

### Granatniki
| Zdjęcie | Nazwa                                 | Formacja użytkująca daną broń                                                                   | Uwagi                                                                    |
| ------- | ------------------------------------- | ----------------------------------------------------------------------------------------------- | ------------------------------------------------------------------------ |
|         | Granatnik Pallad                      | Jednostka Wojskowa Formoza Jednostka Wojskowa Komandosów                                        | Na zdjęciu widać granatnik Pallad podwieszony pod karabinek wz. 96 Beryl |
|         | Granatnik HK69A1                      | Jednostka Wojskowa GROM Jednostka Wojskowa Komandosów                                           |                                                                          |
|         | Granatnik podwieszany M203            | Jednostka Wojskowa NIL (wersja: M4A3)                                                           |                                                                          |
|         | Granatnik M320                        | Jednostka Wojskowa GROM (wersja AG-HK416) Jednostka Wojskowa Komandosów Jednostka Wojskowa AGAT |                                                                          |
|         | Granatnik podwieszany HK AG36         | Jednostka Wojskowa Formoza                                                                      | Na zdjęciu widać granatnik HK AG36 podwieszony pod karabinek HK G36      |
|         | Granatnik RPG-7                       | Jednostka Wojskowa Formoza Jednostka Wojskowa Komandosów                                        |                                                                          |
|         | Granatnik RPG-75TB                    | Jednostka Wojskowa GROM                                                                         | Na wyposażeniu GROMu od roku 2010                                        |
|         | Komar                                 | Jednostka Wojskowa Komandosów                                                                   |                                                                          |
|         | Ręczny granatnik przeciwpancerny AT-4 | Jednostka Wojskowa GROM                                                                         |                                                                          |
|         | Działo bezodrzutowe Carl Gustaf M3    | Jednostka Wojskowa GROM Jednostka Wojskowa Komandosów Jednostka Wojskowa AGAT                   |                                                                          |

### Broń biała
| Zdjęcie | Nazwa                             | Formacja użytkująca daną broń | Uwagi                             |
| ------- | --------------------------------- | ----------------------------- | --------------------------------- |
|         | Nóż Ka-Bar Fighting Utility Knife | Jednostka Wojskowa GROM       | Na wyposażeniu GROMu od roku 1990 |
|         | Nóż Buck Nighthawk                | Jednostka Wojskowa GROM       |                                   |

## Broń zespołowa

### Karabiny maszynowe
| Zdjęcie | Nazwa                                    | Formacja użytkująca daną broń                                            | Uwagi                   |
| ------- | ---------------------------------------- | ------------------------------------------------------------------------ | ----------------------- |
|         | Karabin maszynowy PKM                    | Jednostka Wojskowa Komandosów Jednostka Wojskowa Formoza (wersja PKMSNP) |                         |
|         | Wielkokalibrowy karabin maszynowy M2 QCB | Jednostka Wojskowa GROM Jednostka Wojskowa Komandosów                    |                         |
|         | Wielkokalibrowy karabin maszynowy WKM-B  | Jednostka Wojskowa Komandosów                                            | Polska modernizacja NSW |

### Granatniki
| Zdjęcie | Nazwa                         | Formacja użytkująca daną broń                                                 | Uwagi |
| ------- | ----------------------------- | ----------------------------------------------------------------------------- | ----- |
|         | Granatnik automatyczny HK GMG | Jednostka Wojskowa AGAT Jednostka Wojskowa Grom Jednostka Wojskowa Komandosów |       |

### Moździerze
| Zdjęcie | Nazwa                      | Formacja użytkująca daną broń                                                                                                   | Uwagi                               |
| ------- | -------------------------- | --- | ----------------------------------- |
|         | Moździerz LM-60K           | Jednostka Wojskowa Grom Jednostka Wojskowa Komandosów                                                                           |                                     |
|         | Moździerz LRM vz. 99 ANTOS | Jednostka Wojskowa Grom Jednostka Wojskowa Komandosów Jednostka Wojskowa Agat Jednostka Wojskowa Formoza Jednostka Wojskowa Nil | Na wyposażeniu JW Grom od roku 2010 |

### Przeciwpancerne i przeciwlotnicze zestawy rakietowe
| Zdjęcie | Nazwa                                  | Formacja użytkująca daną broń | Uwagi |
| ------- | -------------------------------------- | ----------------------------- | ----- |
|         | Przeciwlotniczy zestaw rakietowy Grom  | Jednostka Wojskowa Komandosów |       |
|         | Przeciwpancerny pocisk kierowany Spike | Jednostka Wojskowa GROM       |       |

## Sprzęt ciężki

### Samochody pancerne, pojazdy terenowe i sprzęt specjalistyczny
| Zdjęcie                 | Nazwa                                          | Formacja użytkująca daną broń                                                             | Uwagi |
| Quady i motocykle       | Quady i motocykle                              | Quady i motocykle                                                                         | Quady i motocykle                                                                                            |
| ----------------------- | ---------------------------------------------- | ----------------------------------------------------------------------------------------- | --- |
|                         | Honda TRX400                                   | Jednostka Wojskowa Komandosów                                                             | |
|                         | Polaris Sportsman 500 EFI                      | Jednostka Wojskowa GROM Jednostka Wojskowa Komandosów                                     | |
|                         | Yamaha XT660                                   | Jednostka Wojskowa NIL                                                                    | |
| Pojazdy opancerzone     |                                                |                                                                                           | |
|                         | Samochód terenowy Skorpion 3                   | Jednostka Wojskowa Komandosów                                                             | |
|                         | M1240A1                                        | Wojska Specjalne, głównie JW Agat                                                         | 45 szt. |
|                         | Samochód terenowy Range Rover Armoured         | Dowództwo Wojsk Specjalnych                                                               | Zdjęcie przedstawia wersję nieopancerzoną. Range Rover Armoured obecny jest na wyposażeniu DWS od roku 2007. |
|                         | HMMWV                                          | Jednostka Wojskowa AGAT Jednostka Wojskowa Komandosów                                     | M1151A1 M1151A1, M1165A1 Special Ops                                                                         |
| Samochody terenowe      |                                                |                                                                                           | |
|                         | Land Rover Defender 110                        | Jednostka Wojskowa GROM (w wersjach nadwozia Hard Top i Soft Top) Jednostka Wojskowa Agat | |
|                         | Toyota Hilux D-4D                              | Jednostka Wojskowa GROM Jednostka Wojskowa NIL Jednostka Wojskowa Komandosów              | |
|                         | Ford Ranger XLT                                | Wojska Specjalne                                                                          | Wojska Specjalne używają części z 648 pojazdów zakupionych przez MON dla całości Sił Zbrojnych RP            |
|                         | Mercedes MB270CDI                              | Jednostka Wojskowa GROM                                                                   | |
| Pojazdy specjalistyczne |                                                |                                                                                           | |
|                         | Rampa szturmowa Ford F-550 XL 4x4/Team-Concept | Jednostka Wojskowa GROM                                                                   | Zakupiono 4 pojazdy zabudowane na podwoziu Ford F550 XL 4x4/Team-Concept                                     |
|                         | Ciągnik podwodny Diver Propulsion Device       | Jednostka Wojskowa GROM Jednostka Wojskowa Formoza                                        | |
|                         | Łodź motorowa Zodiac FC 470 Futura Commando    | Jednostka Wojskowa Komandosów Jednostka Wojskowa GROM                                     | |

## Statki powietrzne

### Śmigłowce
Do realizacji powierzonych zadań wykorzystują śmigłowce Mi-17TU i Mi-17-1W  z PJOS, która jest częścią Sił Powietrznych, lecz operacyjnie podlega DKWS oraz śmigłowce Sikorsky S-70i Black Hawk należące bezpośrednio do Komponentu Wojsk Specjalnych.
| Zdjęcie | Nazwa                     | Pochodzenie                | Ilość | Formacja użytkująca daną broń | Uwagi |
| ------- | ------------------------- | -------------------------- | ----- | ----------------------------- | --- |
|         | Sikorsky S-70i Black Hawk | Stany Zjednoczone · Polska | 8     | Jednostka Wojskowa GROM       | Zakupione w styczniu 2019 roku, odebrane w grudniu 2019 roku. Umowa opiewała na kwotę 683,4 mln.15 grudnia 2021 roku podpisano umowę na dostawy kolejnych 4 maszyn z dostawami do 2 sztuk do końca 2022 i pozostałych do końca 2023 roku. Wartość drugiego zamówienie opiewa na 666 mln zł. |

### Bezzałogowe aparaty latające (UAV)
| Zdjęcie | Nazwa                 | Pochodzenie       | Ilość       | Formacja użytkująca daną broń                                                                            | Uwagi                                                 |
| ------- | --------------------- | ----------------- | ----------- | --- | ----------------------------------------------------- |
|         | Black Hornet 3        | Norwegia          | 40 zestawów | Jednostka Wojskowa Komandosów                                                                            |                                                       |
|         | Aeronautics Orbiter   | Izrael            | 4 zestawy   | Jednostka Wojskowa GROM Jednostka Wojskowa Komandosów                                                    |                                                       |
|         | RQ-21 Blackjack       | Stany Zjednoczone | 2 zestawy   | Wojska Specjalne                                                                                         | Zestaw składa się z 5 aparatów i 2 stacji kierowania. |
|         | WB Electronics FlyEye | Polska            | 11 zestawów | Jednostka Wojskowa NIL, Jednostka Wojskowa Komandosów Jednostka Wojskowa Formoza Jednostka Wojskowa Agat | Zestaw składa się z 4 aparatów                        |
|         | ScanEagle             | Stany Zjednoczone | 2 zestawy   | Jednostka Wojskowa NIL                                                                                   | Zestaw składa się z 8 maszyn                          |